# 兰托斯人权奖

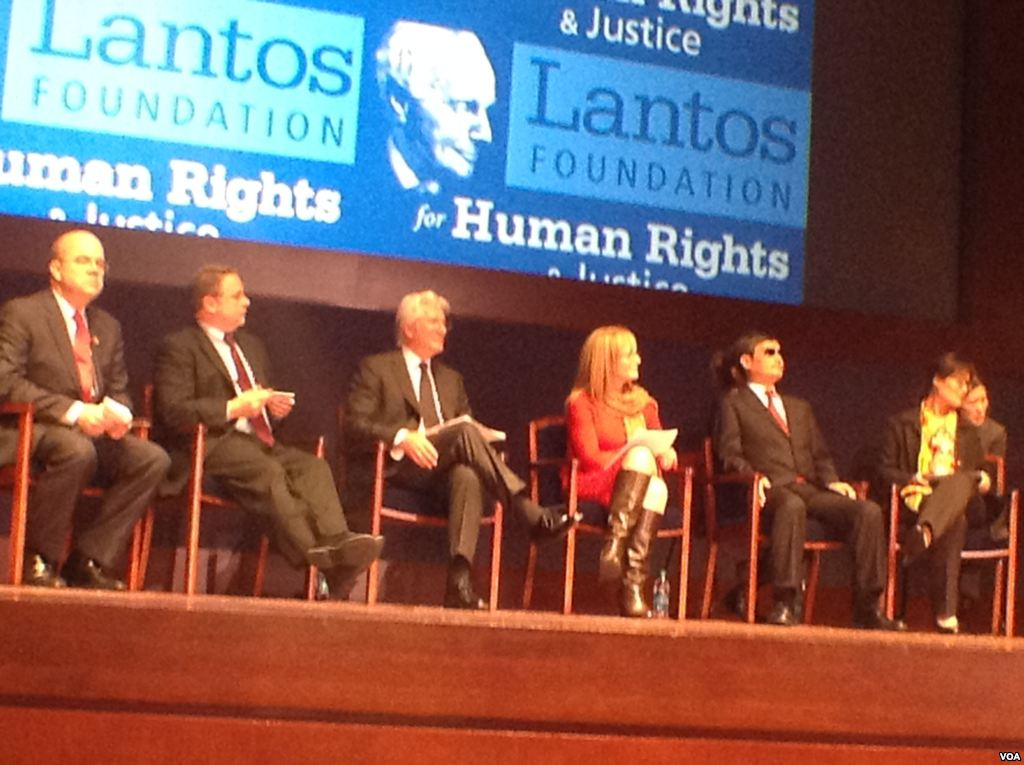
陈光诚（前排右二）在颁奖典礼上

兰托斯人权奖（英語：Lantos Human Rights Prize）由总部设在美国新罕普什尔州的兰托斯人权与正义基金会（The Lantos Foundation for Human Rights and Justice）颁发。兰托斯基金会以已故美国国会议员汤姆·兰托斯（Tom Lantos）命名，其宗旨是加强美国外交政策的人权推动作用，在全世界维护人类的尊严、自由和正义。

## 获奖者
2009年：西藏精神领袖第十四世达赖喇嘛·丹增嘉措。
2010年：大屠杀幸存者、1986年諾貝爾和平獎获得者埃利·维瑟尔（Elie Wiesel）猶太裔作家、教师、政治活动家。
2011年：保罗·路斯沙巴吉那（Paul Rusesabagina）， 卢旺达旅店经营商，他曾经在卢旺达大屠杀中身为胡图族人保护了一千多名图西族难民。电影《卢旺达饭店》（Hotel Rwanda）就是以其故事改编。
2012年：陈光诚，中國著名維權人士。
2013年：希拉里·克林顿，美国国务卿
2014年：1995年諾貝爾和平獎得主、以色列總統希蒙·佩雷斯，褒揚他維護以色列民主人權、公民自由，以及貢獻中東地區的正義與和平。